# 奧涅加冰原島峰
71°35′S 7°3′E / 71.583°S 7.050°E
奧涅加冰原島峰（英語：Onezhskiye Nunataks）是南極洲的冰原島峰，位於毛德皇后地的瑪塔公主海岸，屬於穆利格-霍夫曼山脈的一部分，以蘇聯河流奧涅加河命名，現時由南極條約體系管理。